# EmiSunshine
'EmiSunshine или Эмили Саншайн Хамильтон (англ.  Emilie Sunshine Hamilton; род. 8 июня 2004) — американская кантри-исполнительница из Медисонвилля, штата Теннесси, привлёкшая внимание СМИ. В 2014 году на Youtube было выложено видео, в котором она исполняет кавер-версию песни Джимми Роджерса «Blue Yodel No. 6». Видео стало вирусным и набрало более 1 миллиона просмотров, а также привлекло внимание такие СМИ как, Today (NBC) и MusicRow. Позже на YouTube было выложено видео Americana Corner, где она беседует и поёт вместе с Холли Уильямс. Также была упомянута в журнале Rolling Stone', в рубрике Rolling Stone Country.

## Карьера
В 2014 году EmiSunshine выпустила свой дебютный сингл, «Oh Mary, Where Is Your Baby?», вслед за которым год спустя вышел «I Am Able». Свой первый полноформатный альбом Black Sunday '35 она записала в возрасте 9 лет.
Эми даёт около 150 концертов в год, выступая по всей стране. Дважды выступала на фестивале Марти Стюарта Late Night Jam, проходившем в концертном зале Ryman Auditorium во время CMA Music Fest. Также 14 раз появилась на радиошоу Grand Ole Opry.
В 2016 году, в возрасте 12 лет, принимала участие в съёмках документального фильма об Элвисе Пресли «Король», в котором также снялись такие знаменитости, как, Эммилу Харрис, Розанн Кэш, Алек Болдуин, Эштон Кутчер и другие. Для фильма она написала две песни, «Danny Ray» и «Johnny June and Jesus», которые она исполнила, находясь на заднем сиденье Rolls-Royce Silver Cloud 1963 года, который принадлежал Элвису Пресли. Позже она выступила на международной премьере фильма на Каннском кинофестивале 2017 года.

## Дискография

### Студийные альбомы
| Название                | Подробности                                                                              |
| ----------------------- | ---------------------------------------------------------------------------------------- |
| Strong as the Tall Pine | - Выпущен: 2011 - Лейбл: независимый - Формат: CD                                        |
| Wide River to Cross     | - Выпущен: 2011 - Лейбл: независимый - Формат: CD                                        |
| Black Sunday '35        | - Выпущен: 25 января 2014 - Лейбл: независимый - Формат: CD, цифра                       |
| American Dream          | - Выпущен: 22 октября 2016 - Лейбл: независимый - Формат: CD, цифра                      |
| Ragged Dreams           | - Выпущен: 25 августа 2017 - Лейбл: независимый - Формат: CD, цифра                      |
| Family Wars             | - Выпущен: 18 октября 2019 - Лейбл: Little Blackbird Records - Форматы: CD, винил, цифра |

## Концертный состав
- EmiSunshine — вокал, гитара, укулеле
- Рэндалл Хамильтон — контрабас, гармония
- Джон Хамильтон — мандолина
- «Дядя» Бобби Хилл — ударные